# كارل أورتوين ساور
كارل أورتوين ساور (بالإنجليزية: Carl O. Sauer)‏ (1889 - 1975م). جغرافي أمريكي عاش سنوات حافلة بالنشاط العلمي، حتى أنه عند وفاته أطلقت عليه بعض الصحف الأمريكية عميد الجغرافيين. نال كارل ساور درجة الدكتوراه سنة 1915م وأصبح محاضرًا في الجغرافيا بجامعة ميتشيجان، وبقي بها سبع سنوات حتى نال الأستاذية سنة 1922م، من أبرز أعماله مورفولجية مظاهر الأرض؛ جغرافية أمريكا الجنوبية؛ النباتات المزروعة في أمريكا الجنوبية والوسطى؛ مقدمة في الجغرافيا التاريخية، وإعداد الجغرافي. على أن كتابته عن مواطن الزراعة وانتشارها أكسبته شهرة فائقة. وقد اهتم ساور بتاريخ الأرض خلال العصور البشرية، وما انتاب البيئة الطبيعية من تغيرات مناخية، وتذبذبات في مستوى مياه البحار. وجدير بالذكر أن معظم أعمال ساور انصبت على الجغرافيا البشرية.

## الحياة المهنية
انضم ساور في 1915 إلى جامعة ميشيغان بصفة مدرس جغرافيا ورُقي إلى رتبة أستاذ في 1922. انخرط خلال عمله في ميشيغان بسياسة استخدام الأراضي العامة. وشغلته عمليات قطع الأشجار في غابات الصنوبر في الولاية والأذى البيئي الناتج عنها. كان له دور بارز في 1922 في صياغة الدراسة الاقتصادية لأراضي ميشيغان. 
في 1923 ترك ساور ميشيغان وأصبح أستاذ الجغرافيا والرئيس المؤسس لقسم الجغرافيا في جامعة كاليفورنيا في بيركلي. جاء ساور بديلًا لروليف إس هولواي بصفة أستاذ. وظل رئيسًا للقسم لأكثر من 30 عامًا، أسس خلالها كلّية أمريكية مميزة لدراسة الجغرافيا. شكل بعد وصوله بزمن قصير برنامجًا للعمل الميداني في المكسيك استمر حتى أربعينيات القرن العشرين. ركز في البداية على الأراضي المعاصرة في المكسيك لكن اهتمامه نما ليشمل الوجود الإسباني المبكر في المنطقة والثقافات الهندية في الشمال الغربي للمكسيك في فترة ما قبل التاريخ. وتعاون مع أقسام أخرى، وبشكل خاص مع قسمي علم الإنسان والتاريخ.
توسع مجال عمل ساور ليشمل الاستقصاءات في زمن وصول البشر إلى الأمريكيتين؛ جغرافيا الشعوب الهندية؛ تطور الزراعة والمحاصيل الاصلية في الأمريكيتين.

## التأثير
كانت الورقة التي كتبها ساور بعنوان «مورفولوجيا مناظر الأرض» المقالة الأكثر تأثيرًا في تطور أفكار الجغرافيا الثقافية، وهي ورقة يُستشهد بها حتى يومنا هذا. عبّرت ورقة ساور هذه عن رؤاه في مجال الجغرافيا، والتي أراد فيها تأسيس مجال يدرس الأسس التظاهراتية، عوضًا عن الاهتمام فقط بالجغرافيا الثقافية. «يتميز كل حقل من حقول المعرفة باهتمامه الصريح بمجموعة من التظاهرات» وفقًا لساور. وتتولى الجغرافيا دراسة المعرفة المساحية لمناظر الأرض أو علم التوزع الأحيائي تبعًا لأفكار ألفريد هيتنر. «ضمن كل أرض توجد ظواهر لا تنشأ ببساطة لكنها تترافق معًا أو تكون مستقلة عن بعضها». رأى ساور ان مهمة الجغرافيّ أن يكتشف الاتصال المساحي بين الظواهر. وهكذا فإن «مهمة الجغرافيا تأسيس نظام نقدي يحتضن ظواهر الأرض، من أجل أن يفهم المشهد الأرضي بكل معانيه وألوانه». نُشرت مجموعة من رسائل ساور خلال عمله الميداني في أمريكا الجنوبية.
كان ساور ناقدًا قويًا للحتمية الجغرافية، التي كانت النظرية السائدة عندما بدأ عمله. واقترح منهجًا بديلًا سُمّي «مورفولوجيا مناظر الأرض» أو «التاريخ الثقافي». تضمّن هذا المنهج الجمع الاستقرائي للحقائق المتعلقة بتأثير الإنسان على الأرض خلال الزمن. رفض ساور الوضعية وفضّل الفهم الانصرافي والتاريخي للعالم. ارتكز ساور إلى أعمال الأنثروبولوجي ألفريد كروبر، واتهمه النقاد لاحقًا بإدخال مفهوم ثقافي «فوق عضوي» إلى الجغرافيا. عبّر ساور عن قلقه حيال تدمير الرأسمالية الحديثة والحكومة المركزية للتنوع الثقافي وسلامة البيئة في العالم. وآمن أن الزراعة واستئناس الحيوانات أثرتا سلبًا على البيئة الفيزيائية.
بعد تقاعده، تطورت طريقة ساور في دراسة جغرافيا البيئة والإنسان لتشكل علم البيئة الثقافي، وعلم البيئة السياسي وعلم البيئة التاريخي. احتفظ علم البيئة التاريخي باهتمام ساور بتحوير الإنسان للأرض وثقافات ما قبل العصر الحديث.   

## أعماله
نشر ساور 21 كتابًا وأكثر من 90 ورقة ومقالة. تتضمن أعماله:
- جغرافيا وادي إلينوي الأعلى وتاريخ تطوره، 1916.
- جغرافيا مرتفعات أوزارك في ميزوري، 1920.
- مورفولوجيا مناظر الأرض، 1925.
- أشكال الأحواض والسلاسل في شيريكاوا، 1930.
- الطريق إلى سيبولا، 1934.
- موضوعات في تدمير النباتات والحيوانات في التاريخ الاقتصادي، 1938.
- البيئة والثقافة خلال الانحسار الجليدي الأخير، 1948.
- أصول الزراعة والانتشار، 1952.
- الأراضي الإسبانية المبكرة، 1966.
- أمريكا الشمالية في القرن السادس عشر: الأرض والشعب في نظر الأوروبيين، 1971.

## روابط خارجية
- كارل أورتوين ساور على موقع الموسوعة البريطانية (الإنجليزية)